# Società Sportiva Pro Lissone 1951-1952
Questa voce raccoglie le informazioni riguardanti la Società Sportiva Pro Lissone nelle competizioni ufficiali della stagione 1951-1952.

## Rosa
| N. |                   | Ruolo | Calciatore         |
| -- | ----------------- | ----- | ------------------ |
|    | Italia (bandiera) | A     | Enrico Arosio      |
|    | Italia (bandiera) | A     | Giacomo Baracchi   |
|    | Italia (bandiera) | D     | Luigi M. Colzani   |
|    | Italia (bandiera) | P     | Pietro Dentella    |
|    | Italia (bandiera) | D     | Carlo Diotti       |
|    | Italia (bandiera) | D     | G. Erba            |
|    | Italia (bandiera) | A     | Valerio Galimberti |
|    | Italia (bandiera) | A     | Antonio Longoni    |

| N. |                   | Ruolo | Calciatore            |
| -- | ----------------- | ----- | --------------------- |
|    | Italia (bandiera) | C     | P. Mariani            |
|    | Italia (bandiera) | C     | Gianfranco Papini     |
|    | Italia (bandiera) | C     | E. Ripamonti          |
|    | Italia (bandiera) | C     | M. Sala               |
|    | Italia (bandiera) | P     | Giovanni Santambrogio |
|    | Italia (bandiera) | A     | S. Spada              |
|    | Italia (bandiera) | A     | Ennio Testa           |